# Кулаоре
Кулаоре (вьет. Cù Lao Ré) — вулкан в островном уезде Лишон провинции Куангнгай, Вьетнам. Представляет собой 2 небольших атолла Ре и Бобай, которые объединены под общим название Пулокантон. Максимальная высота достигает 180 м. Расположен в 38 км от западного побережья центрального Вьетнама. Является вулканическим полем. Состоит из 4 наземных и 9 подводных конусов. Состав пород представлен базальтами. Возник в современный период. Сведения об активности вулкана отсутствуют.